# Johan Andersen
Johan Andersen, né le 24 janvier 1920 à Aarhus et mort le 7 mai 2003 à Struer, est un kayakiste danois pratiquant la course en ligne.

## Palmarès

### Jeux olympiques (course en ligne)
- 1948 à Londres
  -  Médaille d'argent en K-1 1 000 m [1]